# Boybang

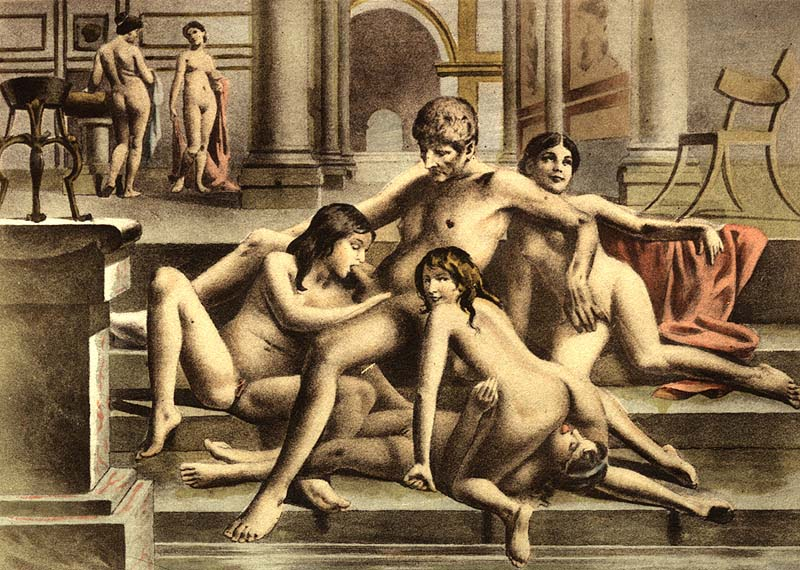
Harén de Édouard-Henri Avril.

El boybang o reverse gangbang es un subgénero del cine porno donde un hombre puede tener sexo a la vez con varias mujeres. Uno de los grandes especialistas del subgénero es el italiano Rocco Siffredi quien trabajando en Japón ha logrado tener gran consolidación. 

## Opciones y posiciones

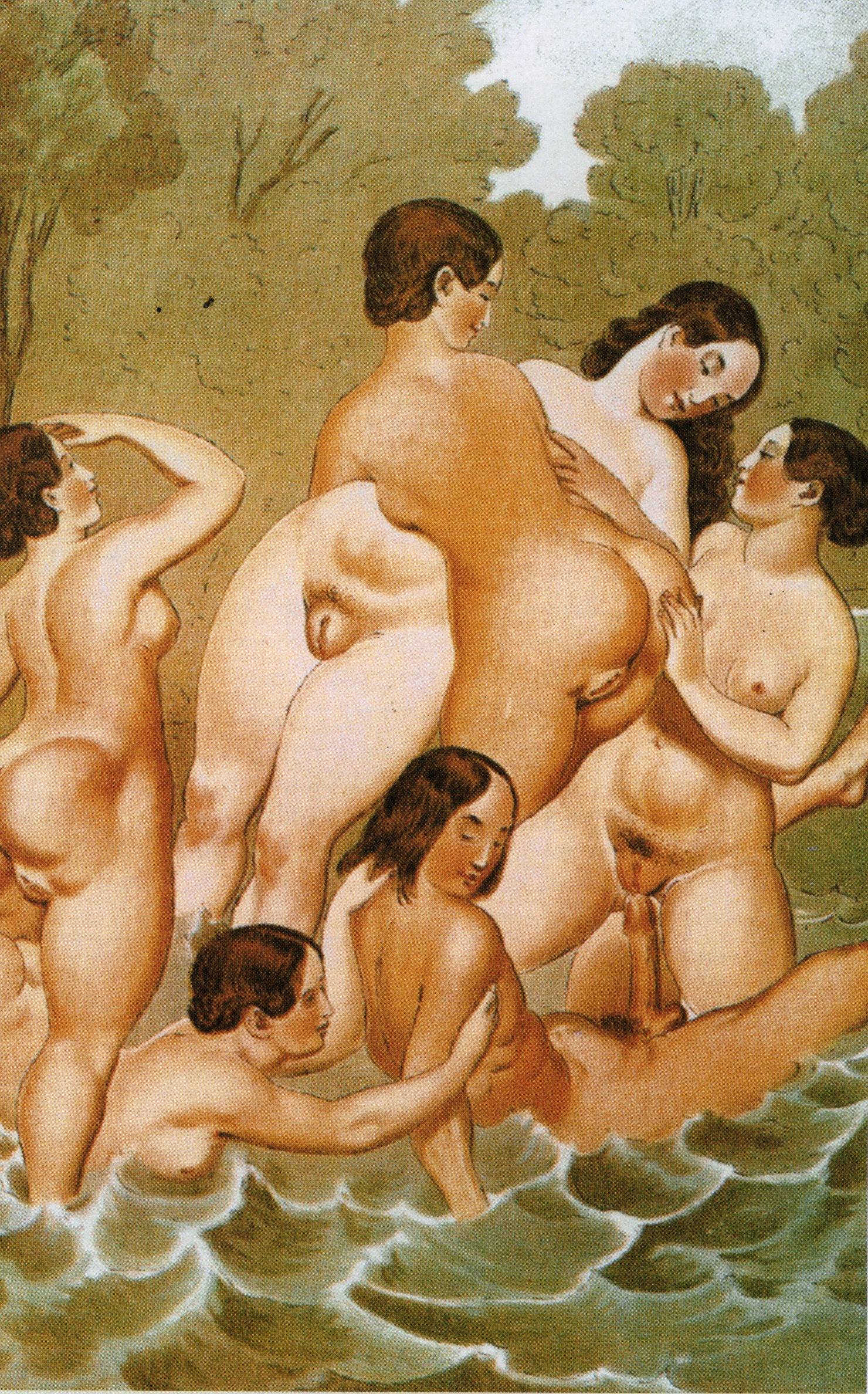
Escena erótica, pintura de Peter Fendi.

- Dos mujeres y un hombre: Cuando el hombre penetra a una mujer y da sexo oral a otra mujer.
- Dos mujeres y un hombre: Generalmente se enfoca la relación lésbica de las participantes.
- Tres mujeres y un hombre: Cuando un hombre da sexo oral a una mujer, sexo vaginal a otra mujer y permite recibir sexo oral de una tercera mujer mientras se realiza el coito, todo a la vez.
- Cuatro o más mujeres y un hombre: Normalmente es una acción por turno donde se genera un juego en que el hombre es el centro y va probando distintas posiciones sexuales con cada una de las chicas.